# أتش بي-35

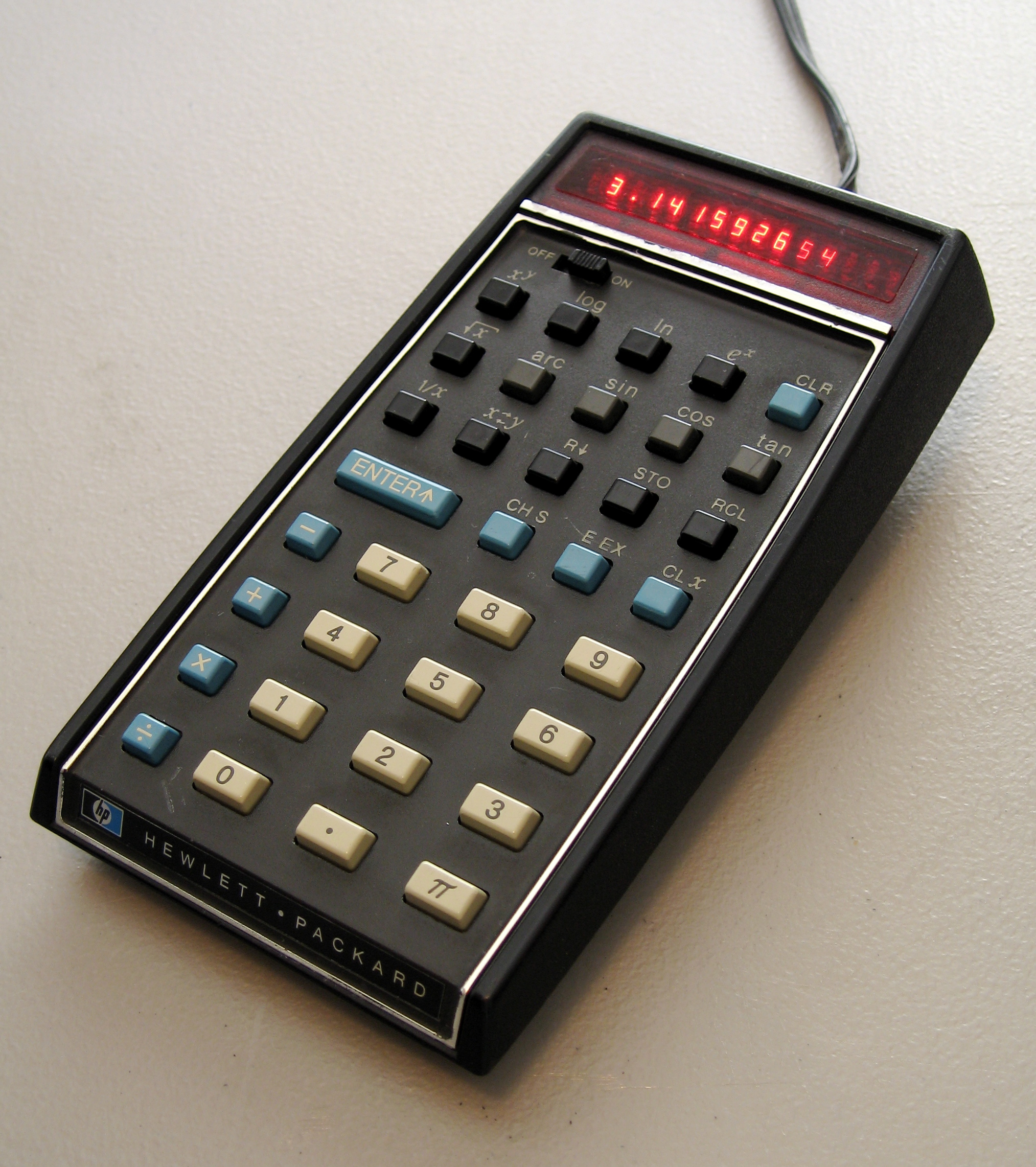
ساعة أتش بي-35

كانت أتش بي-35 أول آلة حاسبة جيبية لشركة هوليت-باكارد وأول حاسبة جيب علمية في العالم  - آلة حاسبة مع وظائف مثلثية وأسيّة.